# 凉城县
涼城縣（汉语拼音字母：Liancheng Xian）是中華人民共和國內蒙古自治區烏蘭察布市轄下的一個縣。地处阴山南麓、长城脚下、黄土高原东北边缘、内蒙古自治区中南部，乌兰察布市南部，东邻丰镇市，南与山西省左云县、右玉县毗邻，北与卓资县接壤，西与呼和浩特市、和林格尔县交界。
本縣总面積为3451平方公里，戶籍人口約有20萬，實際常住人口僅為一半。縣政府驻岱海镇。

## 历史
清朝中后期，曾設置寧遠廳，當時直屬於山西省归绥道管轄。民初改称寧遠縣，后因与湖南、辽宁、甘肃、新疆多省宁远县重名，以北魏时涼城郡（郡治在今縣東北）更名凉城县。

## 地理

### 区位
與烏蘭察布市大部分地區相同，县境地处丘陵地带，紧邻土默川平原，境内主要湖泊有岱海。

### 气候
涼城縣為中溫帶半乾旱季風型氣候，因為雨量稀少且不平均，農牧業發展皆受阻礙。

## 人口
根據第七次人口普查數據，截至2020年11月1日零時，涼城縣常住人口為119061人。
截至2021年11月，涼城縣户籍人口22.8萬，其中，城鎮人口4.3萬，農村人口18.5萬。涼城縣有漢、蒙、滿、回等15個民族。凉城县境内的汉语方言主要属于晋语张呼片。

## 行政区划
凉城县下辖6个镇、1个乡、1个民族乡：
鸿茅镇、六苏木镇、麦胡图镇、永兴镇、蛮汉镇、岱海镇、天成乡和曹碾满族乡。

## 产业
近年正發展精緻的畜牧業，以奶酪及肉羊為主。鸿茅药酒产于涼城縣。